# 1764년
1764년은 일요일로 시작하는 윤년이다.

## 연호
- 청(淸) 건륭(乾隆) 29년
- 일본(日本) 호레키(宝暦) 14년 / 메이와(明和) 원년
- 후 레 왕조(後黎朝) 까인흥(景興) 25년

## 기년
- 류큐(琉球) 쇼보쿠왕(尚穆王) 13년
- 청(淸) 고종 건륭제(高宗 乾隆帝) 29년
- 조선(朝鮮) 영조(英祖) 40년
- 후 레 왕조(後黎朝) 현종(顯宗) 25년

## 사건
- 2월 15일 - 미국의 도시 세인트 루이스가 설립되다.
- 4월 5일 - 영국에서 설탕법이 통과되다.
- 프랑스 제보당(현재의 로제르주)에서 제보당의 괴수(Beast of Gevaudan) 사건으로 첫 희생자가 나오다. 이후 1767년까지 100명 이상이 희생되었다.
- 1764 프

## 문화
- 10월 15일 - 영국 역사가 에드워드 기본이 로마의 유피테르 신전 폐허에서 노래하는 탁발수도승들을 보고 《로마 제국 쇠망사》의 영감을 얻다.
- 조엄이 이끄는 조선 통신사가 일본을 방문. 그해 고구마가 조선에 전래되었다.

## 탄생
- 5월 28일 - 미국의 상원의원, 11대 미국 국무장관 에드워드 리빙스턴(Edward Livingston)
- 스코틀랜드계 캐나다 탐험가 알렉산더 매켄지(Alexander MacKenzie)
- 조선 후기의 실학자 서유구

## 사망
- 4월 15일 - 퐁파두르 후작 부인, 프랑스의 루이 15세의 애첩.
- 7월 15일 - 이반 6세, 러시아 제국 로마노프 왕조의 5번째 군주.
- 9월 12일 - 장필리프 라모, 프랑스 작곡가.
- 11월 20일 - 크리스티안 골트바흐, 독일의 수학자.